# آرزوهای بزرگ (فیلم ۱۹۷۴)
«آرزوهای بزرگ» (انگلیسی: Great Expectations (1974 film)) یک فیلم به کارگردانی جوزف هاردی است که در سال ۱۹۷۴ منتشر شد. از بازیگران آن می‌توان به مایکل یورک و سارا مایلز اشاره کرد.